# Булгаков, Николай Петрович (дворянин)
Никола́й Петро́вич Булга́ков (2 мая 1846 — 17 мая 1901, Калуга) — действительный статский советник, камергер. Сын тамбовского и калужского губернатора П. А. Булгакова. Жиздринский уездный предводитель дворянства, почётный гражданин Жиздры.

## Биография
Из дворян Булгаковых Самарской губернии. Сын Петра Алексеевича Булгакова и его супруги Клавдии Ростиславовны,  дочери судогодского уездного предводителя дворянства Ростислава Александровича Кайсарова. Воспитывался в Московском университете и в Пажеском корпусе.
12 июня 1869 года из камер-пажей произведён корнетом в кавалергарды, а 5 ноября 1872 года уволен от службы по домашним обстоятельствам и 21 ноября того же года причислен к канцелярии Комитета министров. В 1879 году пожалован в камер-юнкеры. В 1880 году причислен к Министерству народного просвещения.
С 1878 года начал службу по выборам: сначала верейским почётным мировым судьей, а с 1879 по 1881 год председателем Козельского съезда мировых судей. С 1886 года по 17 мая 1901 состоял жиздринским уездным предводителем дворянства. Считался «настоящим хозяином и главой своего уезда», где «без него никто ничего не предпринимал». В 1892 году избран почётным гражданином Жиздры. По словам современника, 

Николай Петрович был действительно каким-то удельным князем Жиздринского уезда, а уезд этот составлял чуть ли не третью часть всей губернии; своей настойчивостью и прямолинейностью он добивался того, что все с ним считались, не только в Калуге, но и в Петербурге, где в случае необходимости он умел поднять такую бурю, что только чтоб от него отвязаться, исполняли его просьбы; к чести его сказать, просьбы его всегда клонились к пользе родного уезда, а никогда не имели целью личные интересы, но в его глазах Жиздринский уезд был краеугольным камнем и, по его мнению, всё должно было приноситься в жертву его интересам, что вызывало с ним частые прения в губернском земском собрании.
В 1895 году произведён в действительные статские советники, а в 1897 году пожалован камергером. Скончался 17 мая 1901 года в 5-м номере калужской гостиницы «Кулон», где имел обыкновение останавливаться.

## Награды
- Орден Святого Станислава 1-й степени.